# Руня (Закарпатская область)
Руня (укр. Руня) — село в Бедевлянской сельской общине Тячевского района Закарпатской области Украины.
Население по переписи 2001 года составляло 678 человек. Почтовый индекс — 90561. Телефонный код — 3134. Код КОАТУУ — 2124480405.

## Местный совет
90561, с. Бедевля. вул. Волошина,18